# Бандельер

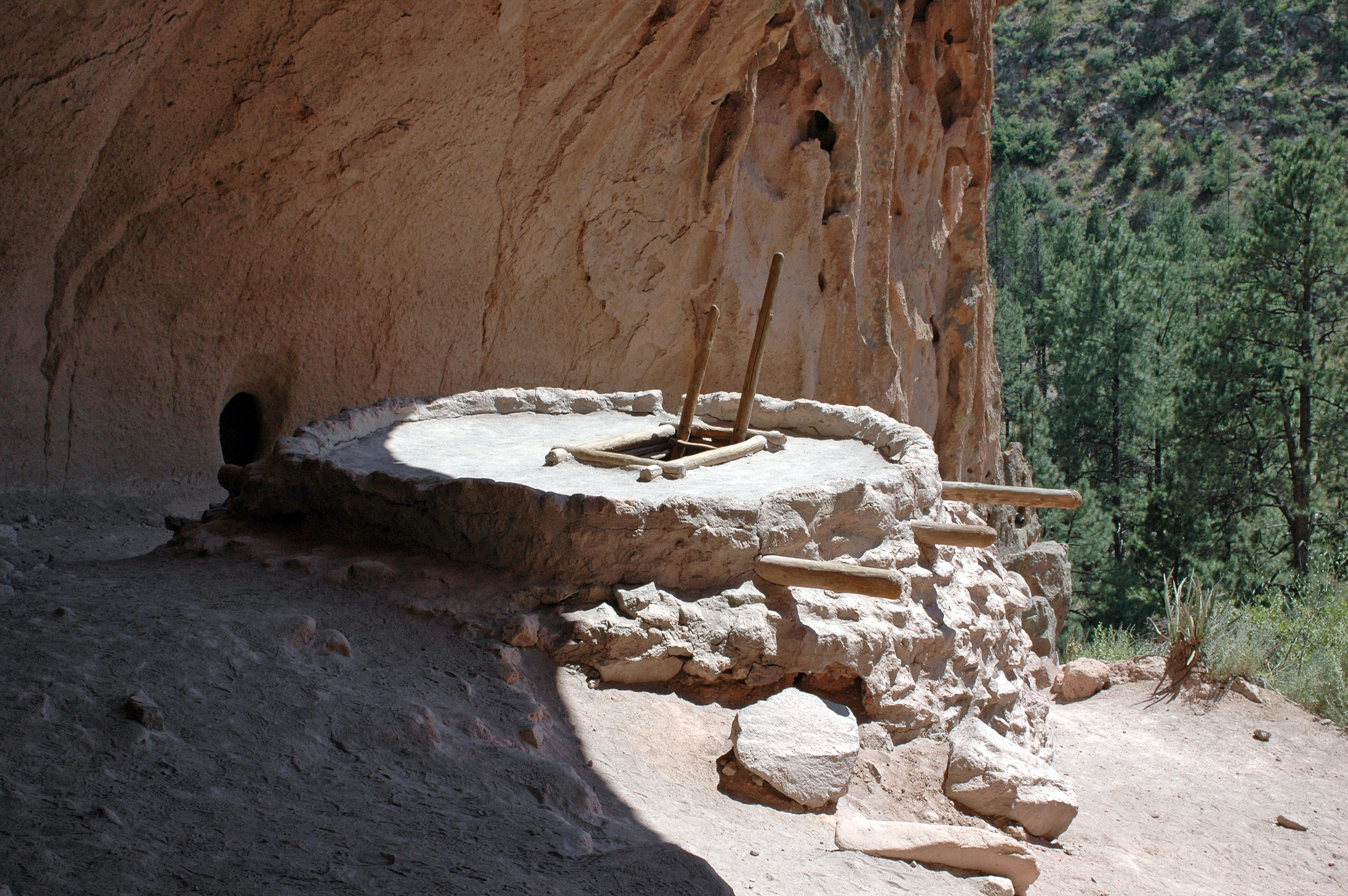
Бандельерская кива

Национальный монумент Бандельер (Банделир) (англ. Bandelier National Monument) — национальный памятник США, включающий руины древних пуэбло. Располагается вблизи города Лос-Аламос в штате Нью-Мексико.
Монумент назван в честь антрополога А. Бандельера (Банделира), который внёс значительный вклад в изучение истории данного региона. Статус национального памятника присвоен 11 февраля 1916 года. Вблизи Бандельера находится природная резервация Кальдера Вальес.
Основной достопримечательностью Бандельерского монумента является каньон Фрихолес, где находятся руины нескольких зданий древних пуэбло (Анасази), кивы (церемониальные сооружения) и древние наскальные рисунки. Жилища сооружены из камня на каменных площадках в скалах, что представляют собой расширенные и обустроенные пещеры. Для доступа к жилищам построена трасса длиной около двух километров, которая берёт начало у центра посещений.
В состав Бандельера входит расположенный в отдалении памятник Цанкави, где имеются доисторические индейские жилища, а также Замок Герцогини — руины школы гончарного мастерства для индейцев-пуэбло, построенной в 1918 году.
Наряду с индейскими сооружениями, в парке имеются многочисленные здания эпохи Великой депрессии, сохранившиеся в неизменном виде; и в настоящее время выполняющие декоративную роль, где обитают дикие животные.

## Бандельерский музей
Центр посетителей Национального памятника Бандельер проводит выставки, посвящённые обитателям этих мест, где среди экспонатов представлена керамика, орудия и предметы повседневной жизни индейцев культуры анасази (древних пуэбло). Музей содержит две диорамы, демонстрирующие в натуральную величину повседневную жизнь пуэбло в прошлом и настоящем времени. Также представлены образцы современной керамики пуэбло, 14 пастельных рисунков Хельмута Наумера старшего (en:Helmut Naumer Sr), а также деревянная мебель и оловянные изделия, созданные Гражданским корпусом охраны окружающей среды. В музее демонстрируется 10-минутный вводный фильм о памятнике.

## Галерея

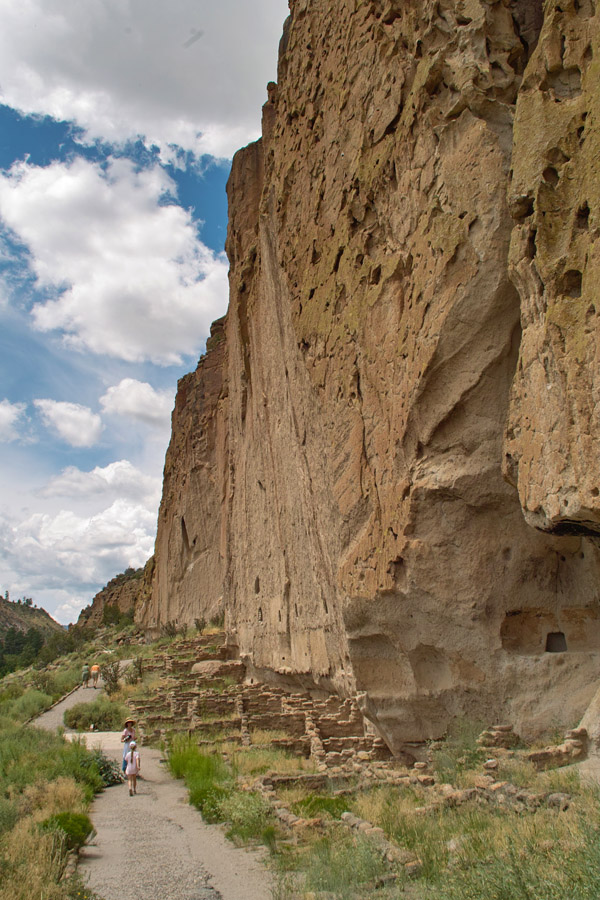
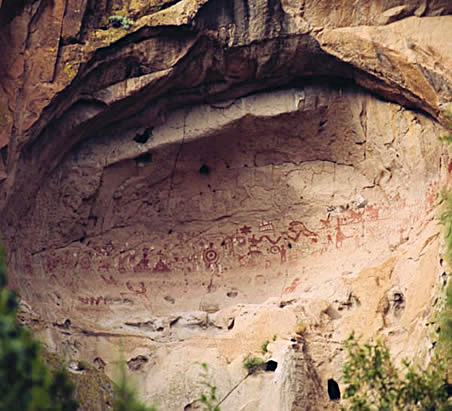
Пещера с рисунками
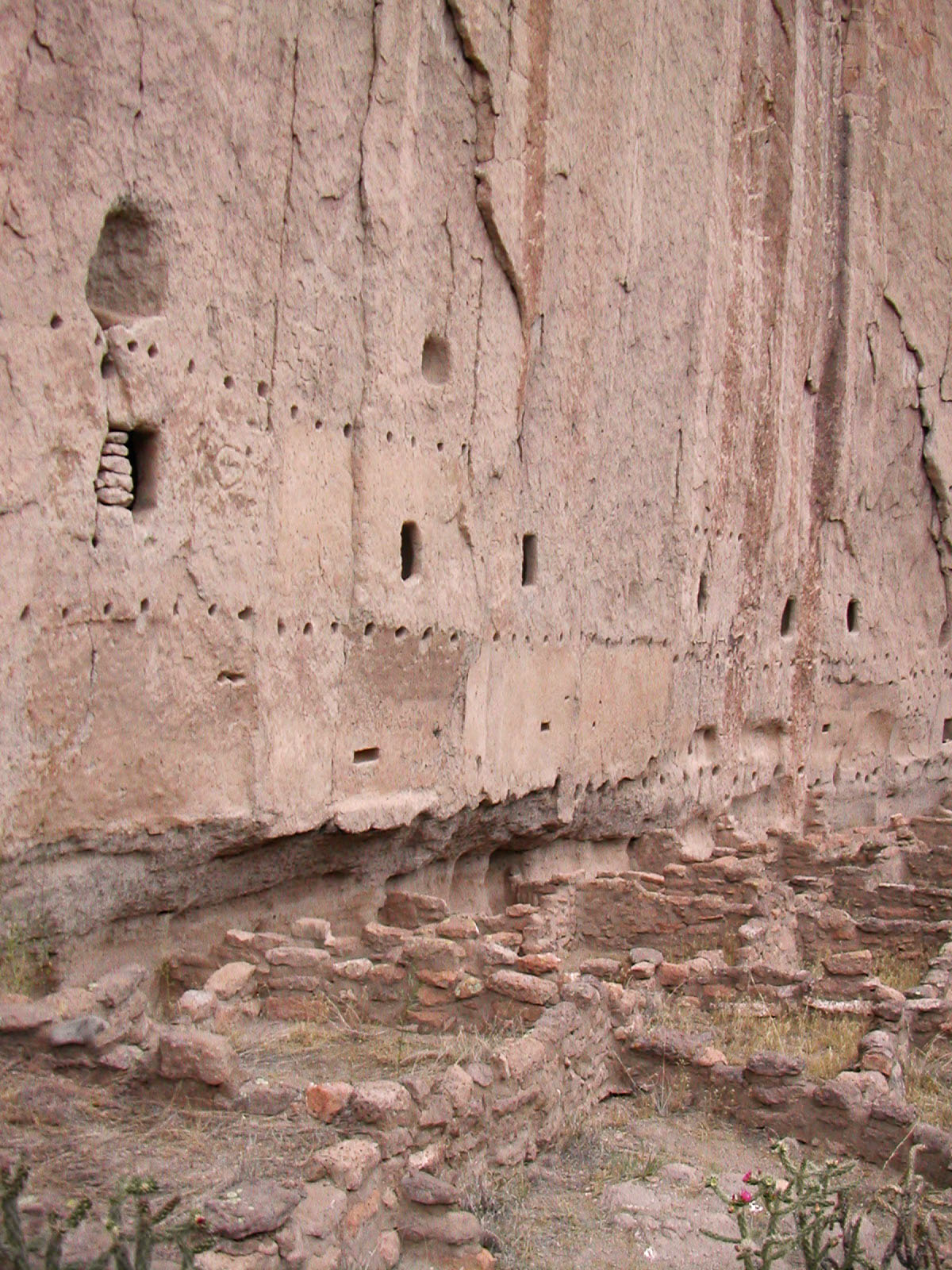
Скальное жилище индейцев анасази
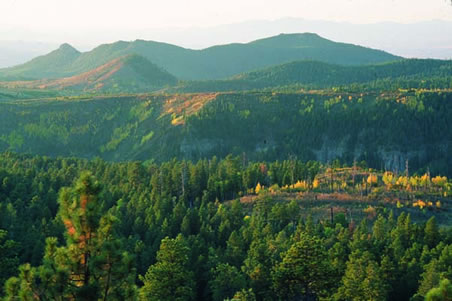
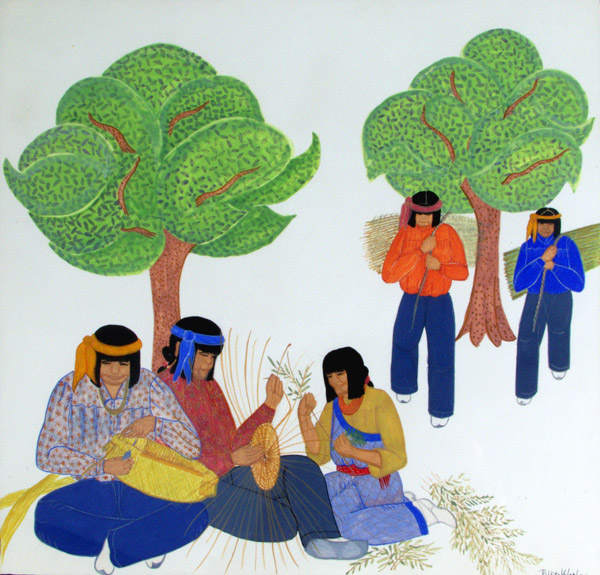
Изготовители корзин, рисунок Паблиты Веларде, Бандельерский музей
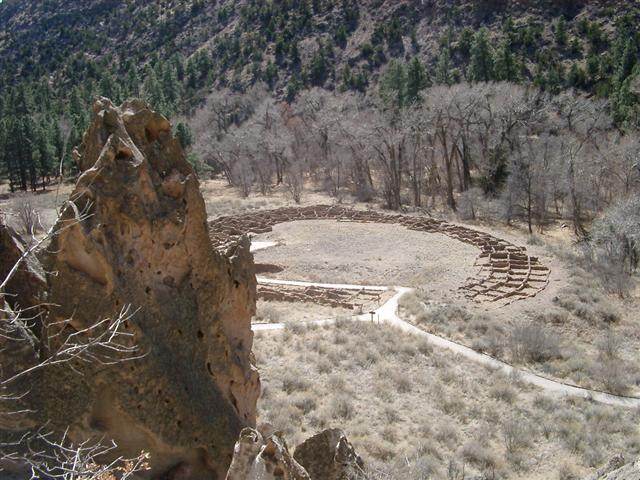
Одно из древних сооружений в Бандельере